# Barragem de Harsprånget
Harsprånget é a maior barragem da Suécia, situada no rio Lule, perto da pequena localidade de Porjus, na Comuna de Jokkmokk. Entrou em funcionamento em 1951.